# Jorge Corvo
Jorge Henrique Viegas Corvo, nasceu a 19 de Novembro de 1934 na freguesia de Santa Catarina, Tavira é um ciclista de Portugal e venceu a II Volta ao Estado de S. Paulo (Brasil) em 1964.

## Carreira desportiva
- 1953-1967, Ginásio de Tavira, Portugal

## Palmarés
- Três segundo lugares na Volta a Portugal de 1959, 1963 e 1964.
- Um terceiro lugar na Volta a Portugal de 1962.
- Um sétimo lugar na Volta a Portugal de 1961.
- Um oitavo lugar na Volta a Portugal de 1965.
- Ganhou três etapas na Volta a Portugal.
- Envergou a camisola amarela 9 vezes.
- Venceu a II Volta ao Estado de S. Paulo (Brasil) em 1964.
- Venceu a Clássica 9 Julho-(Brasil) em 1964.